# Biserica de lemn din Vitomirești

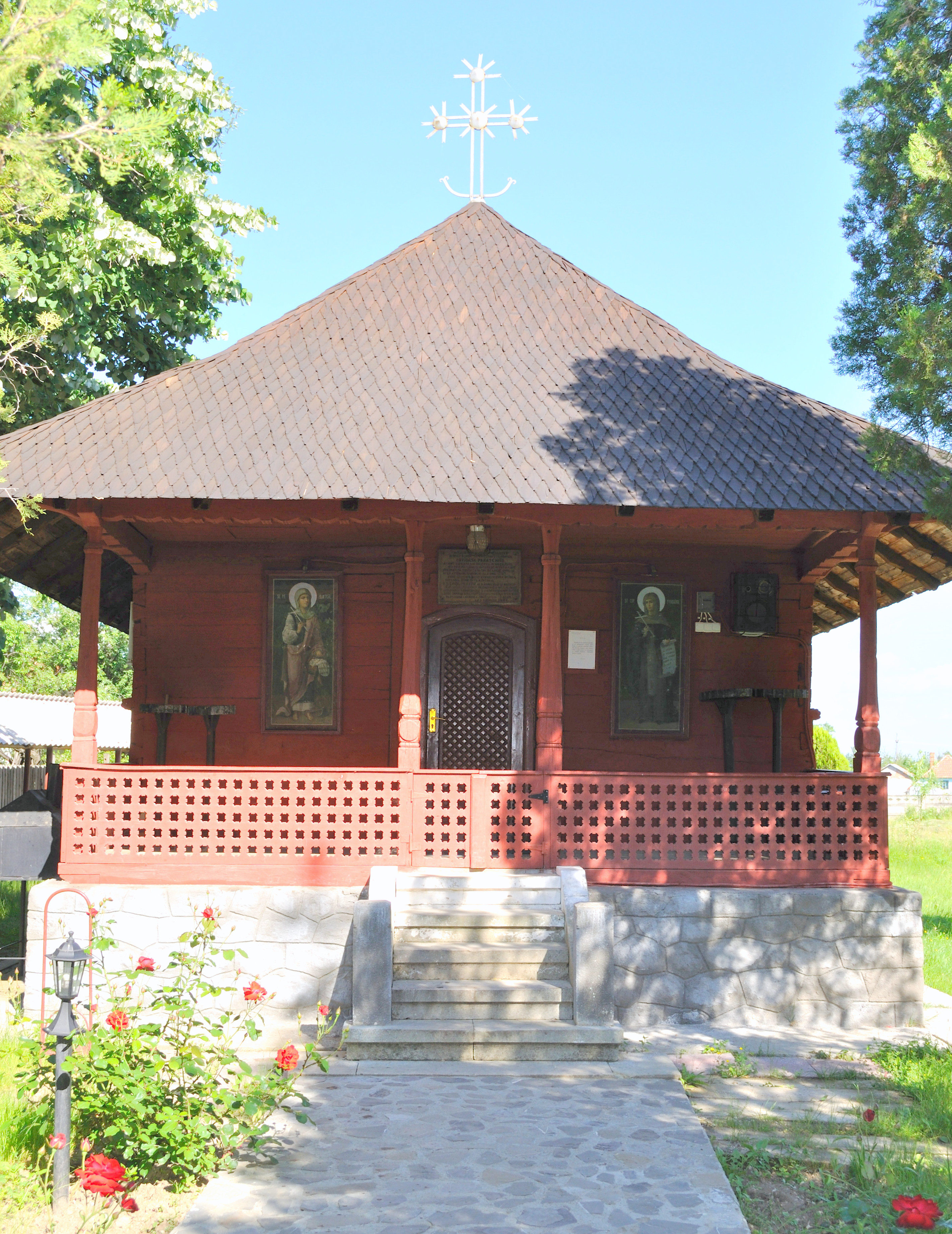
Biserica de lemn „Cuvioasa Paraschiva” din Vitomirești, județul Olt, foto: iunie 2010.

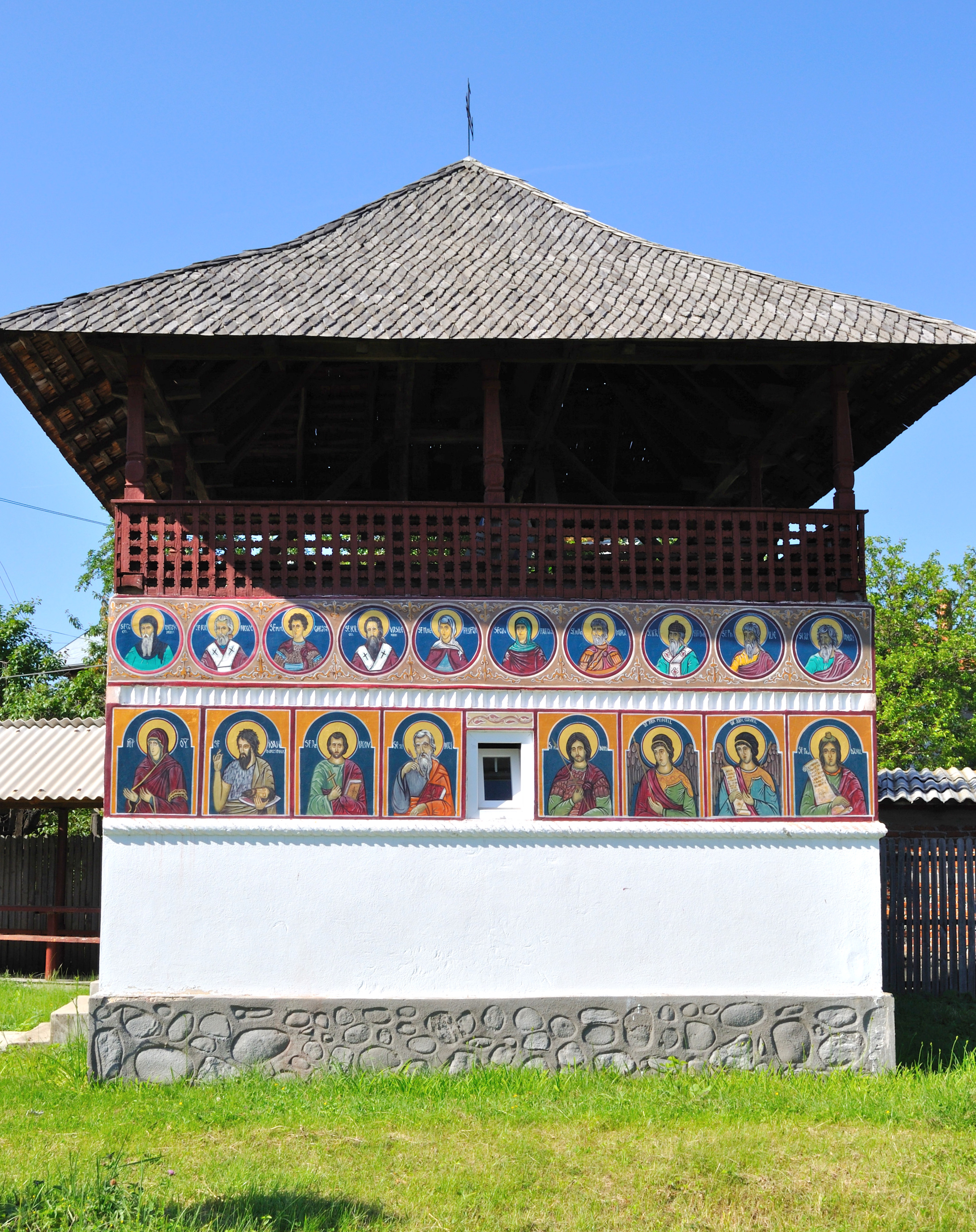
Clopotnița cu pictură exterioară

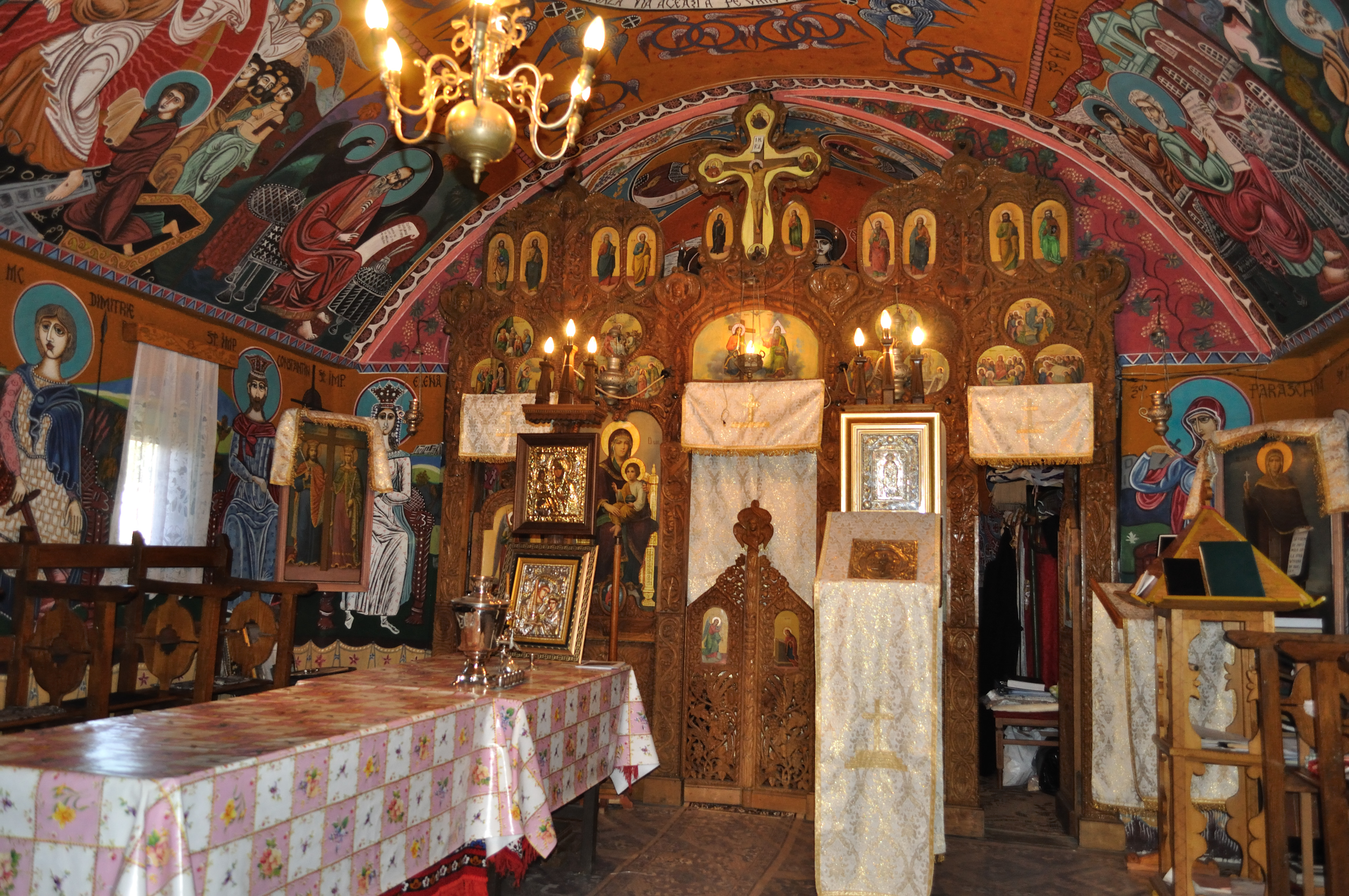
Interiorul navei spre iconostas

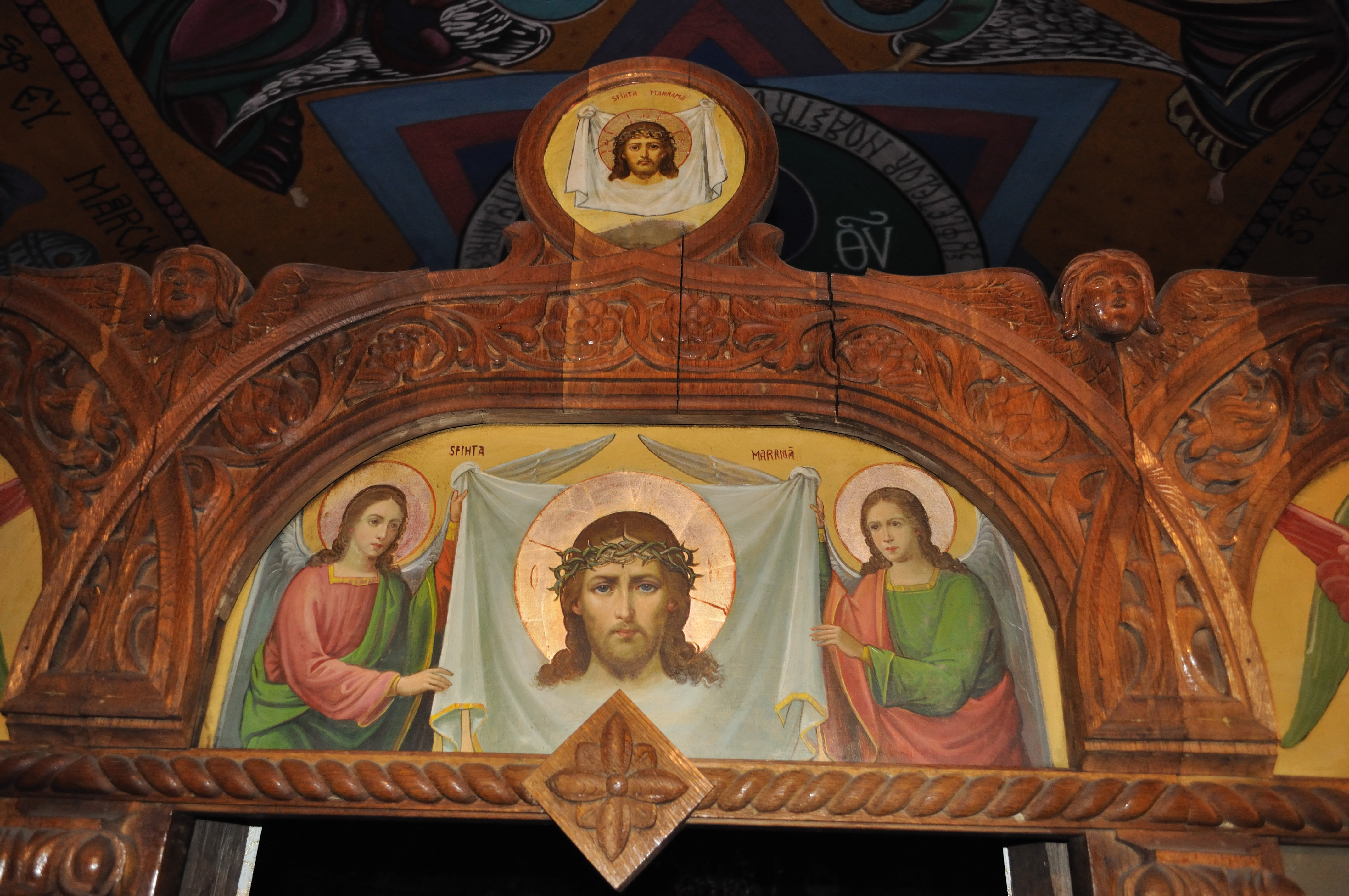
Sfânta maramă

Biserica de lemn din Vitomirești, comuna Vitomirești, județul Olt, a fost construită în 1870. Are hramul „Cuvioasa Paraschiva”. Biserica se află pe noua listă a monumentelor istorice sub codul LMI:  OT-II-m-B-09075.

## Imagini din exterior

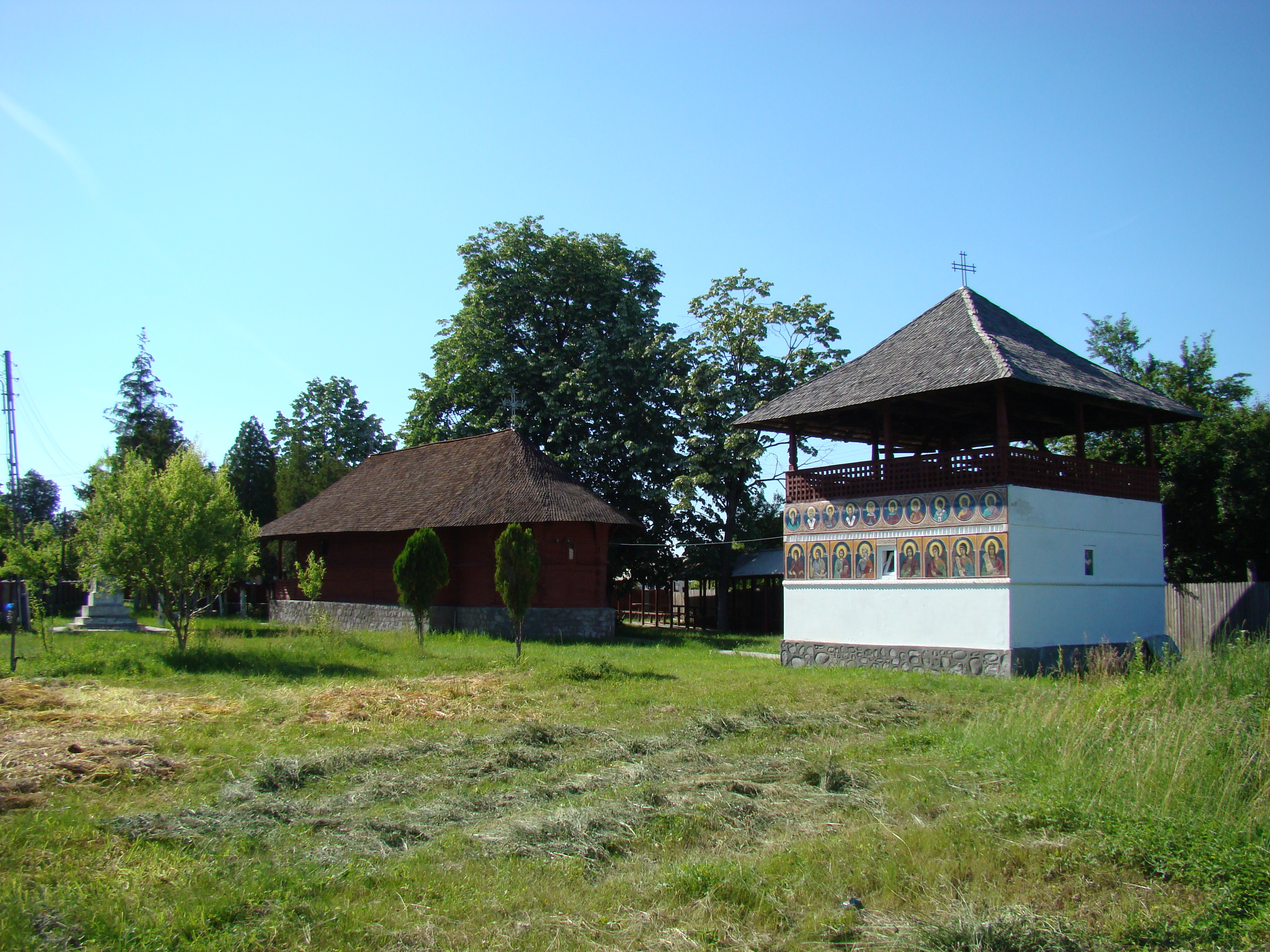
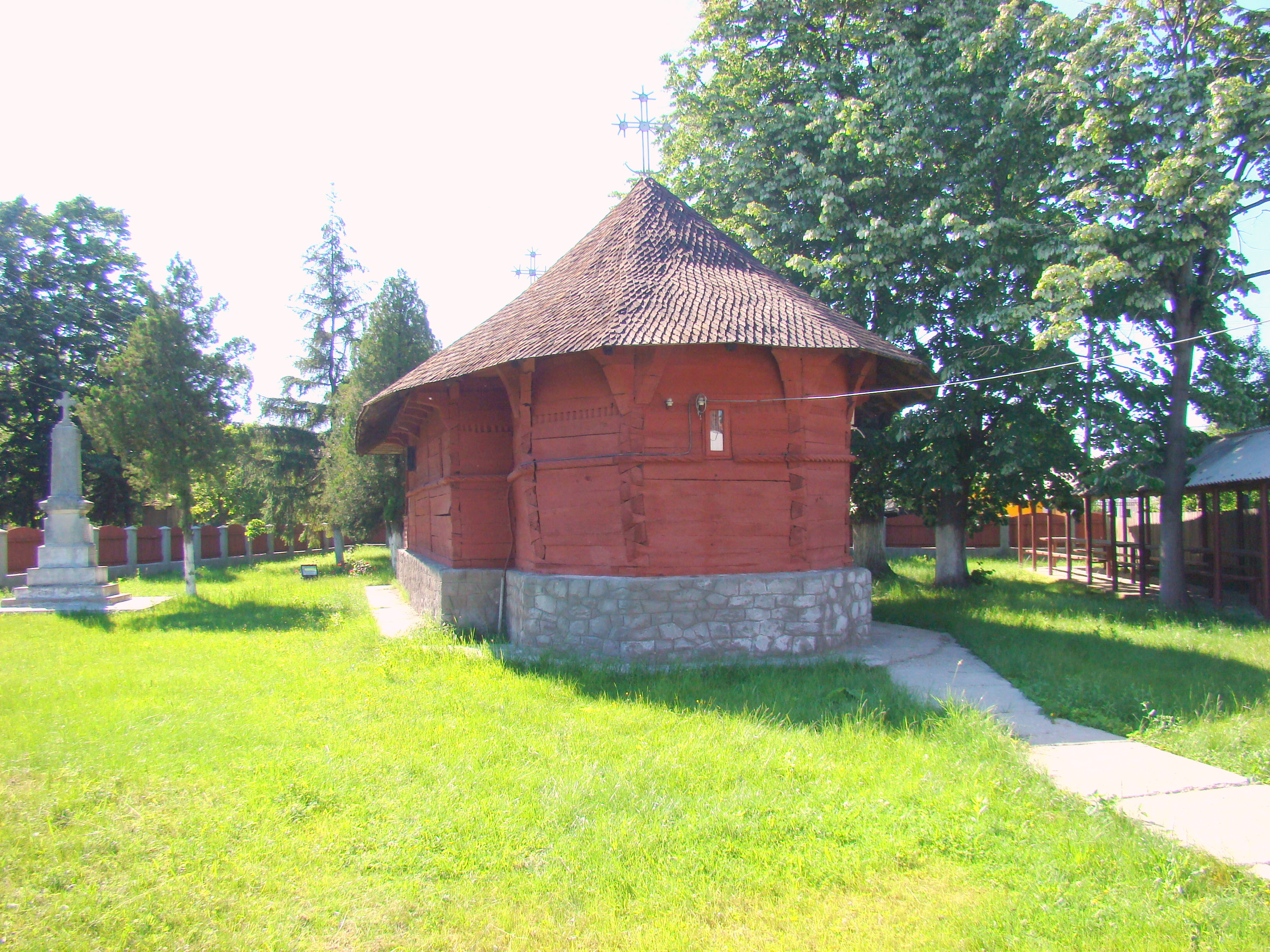
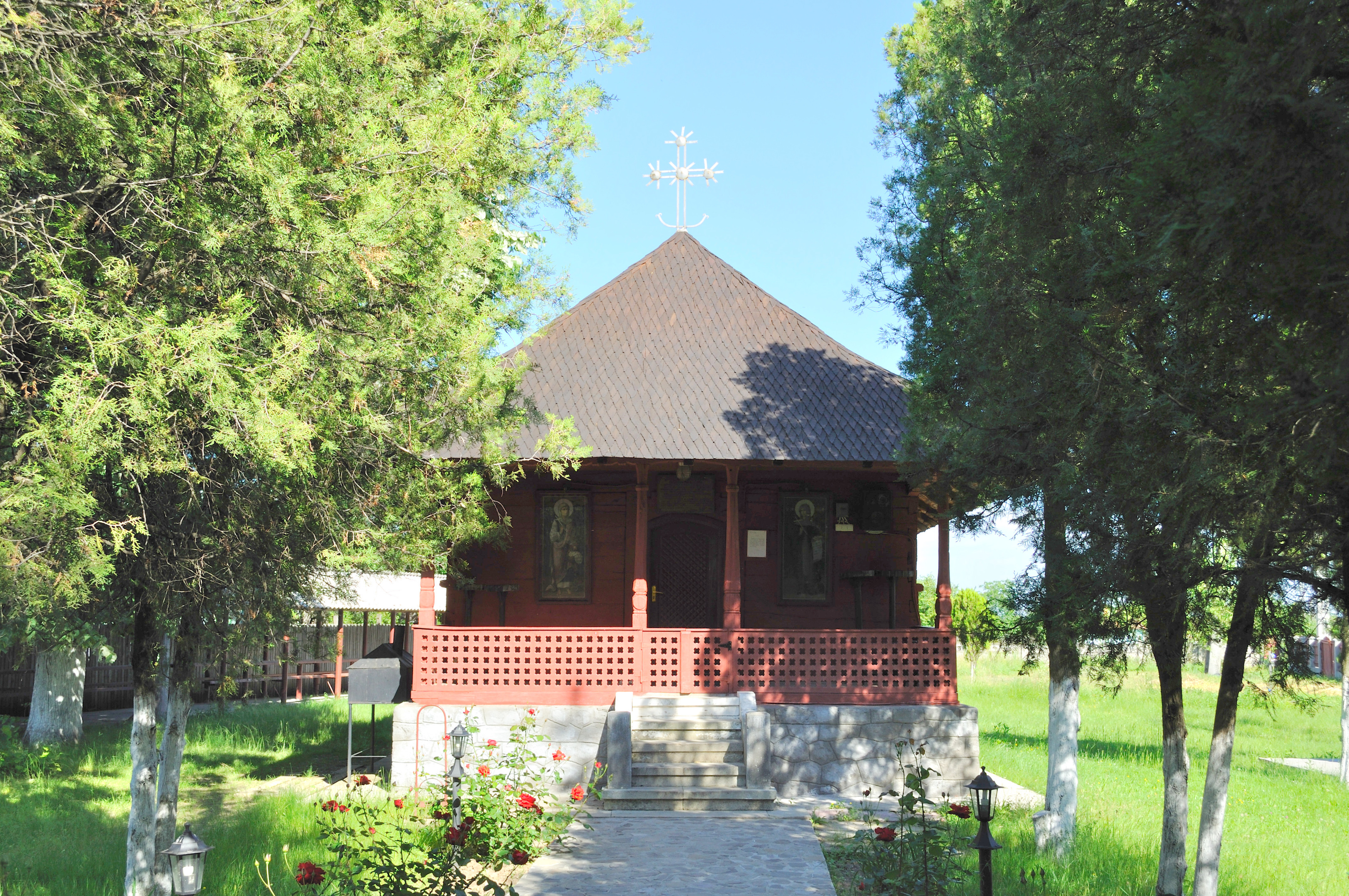
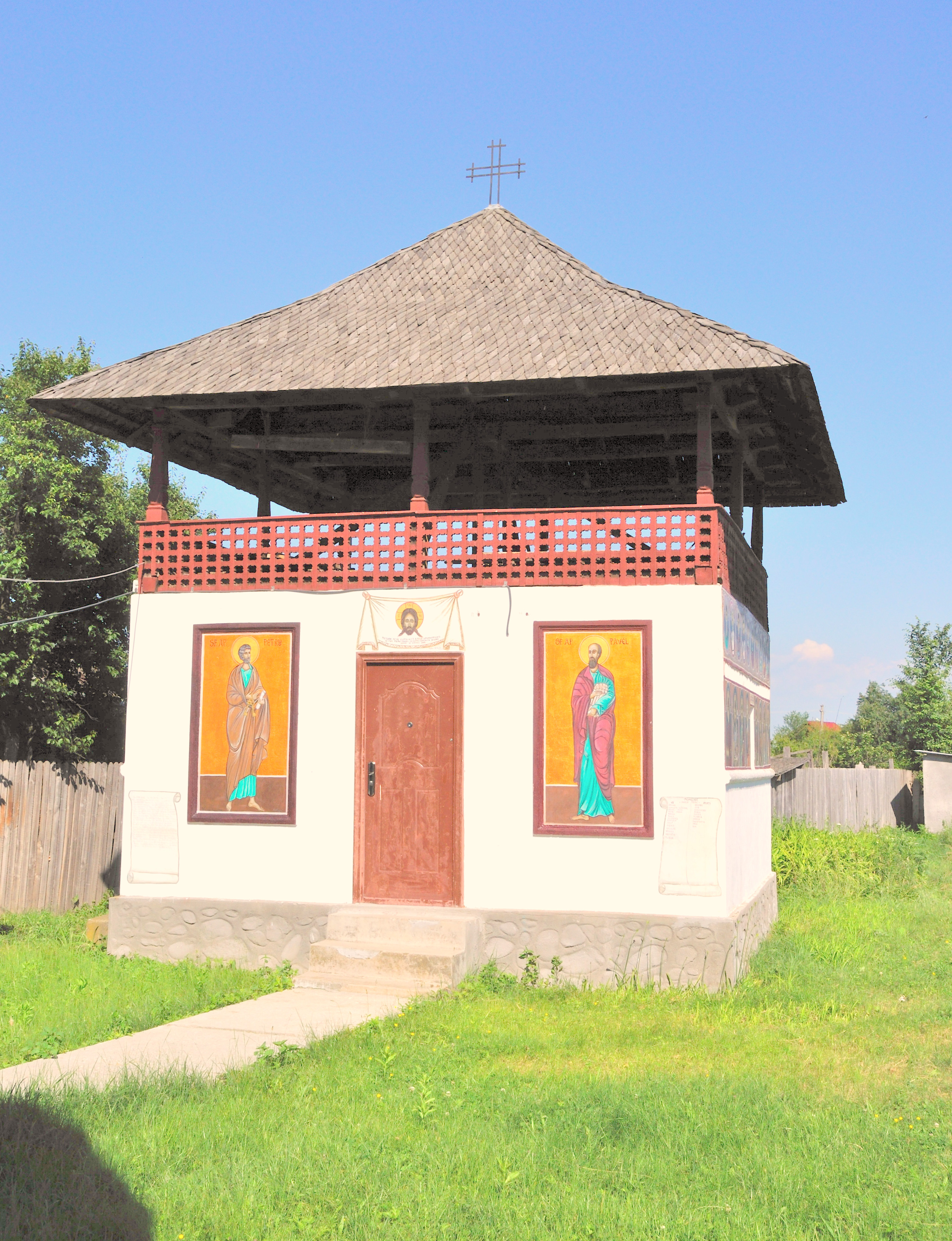
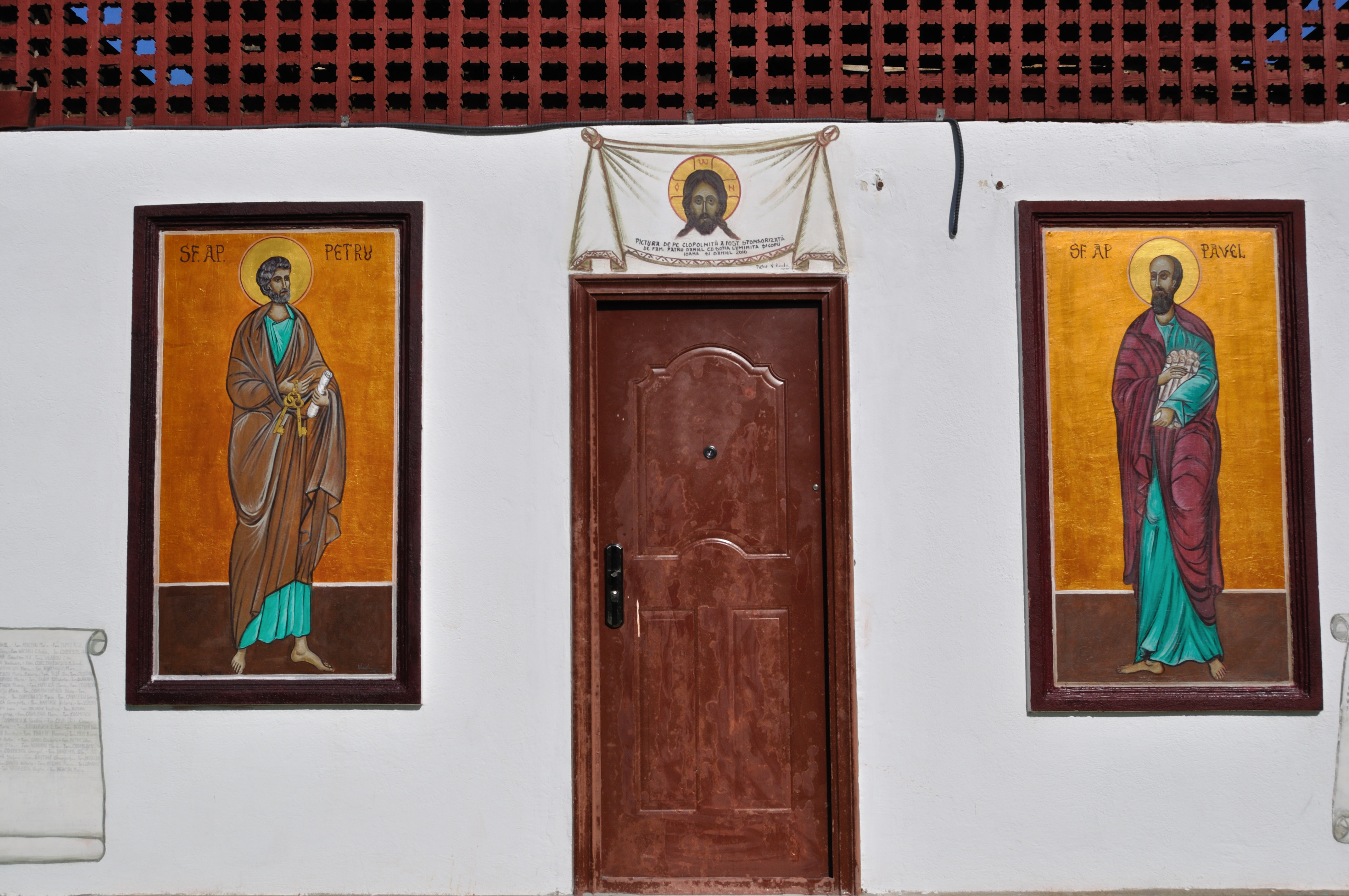
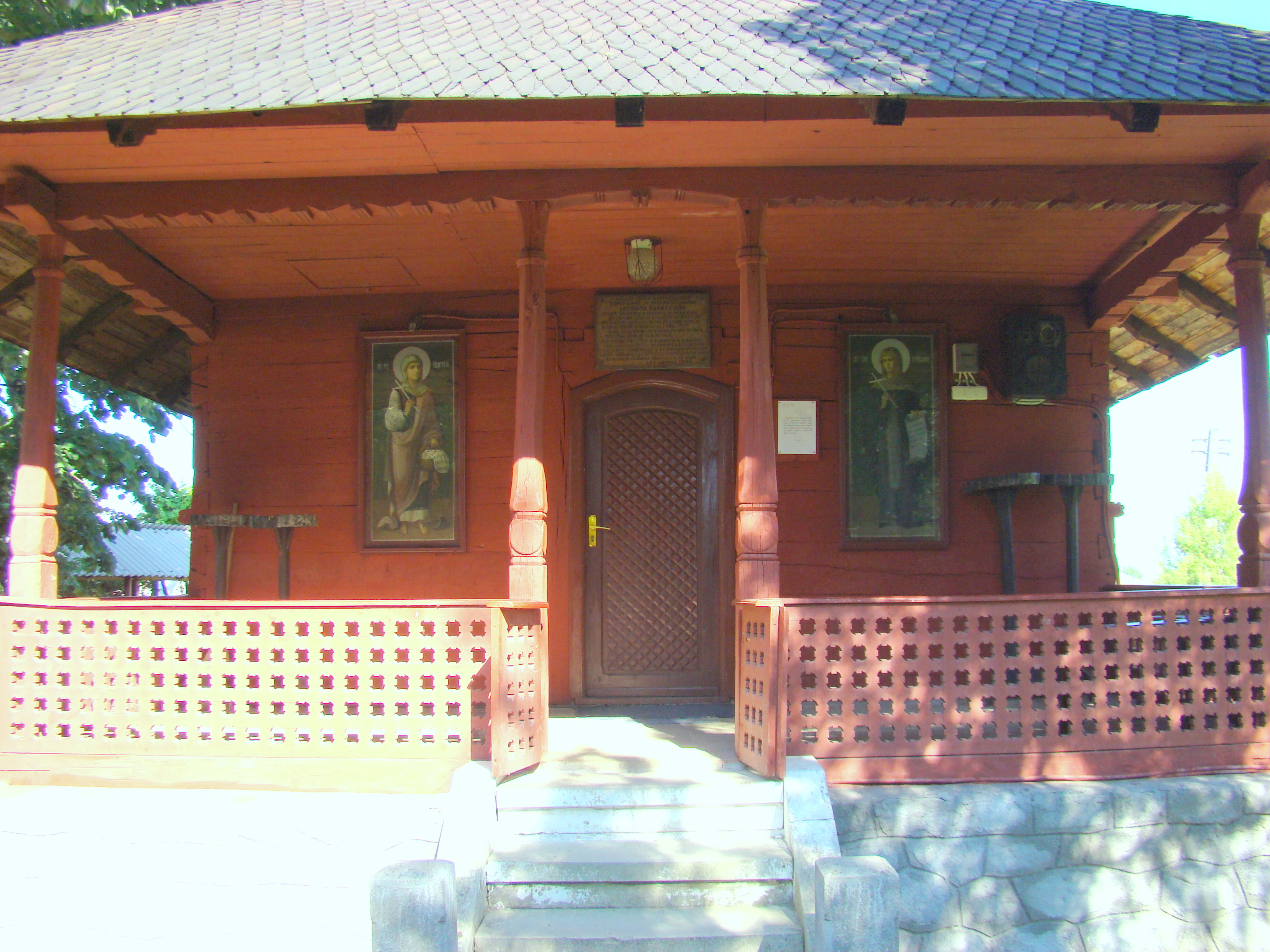
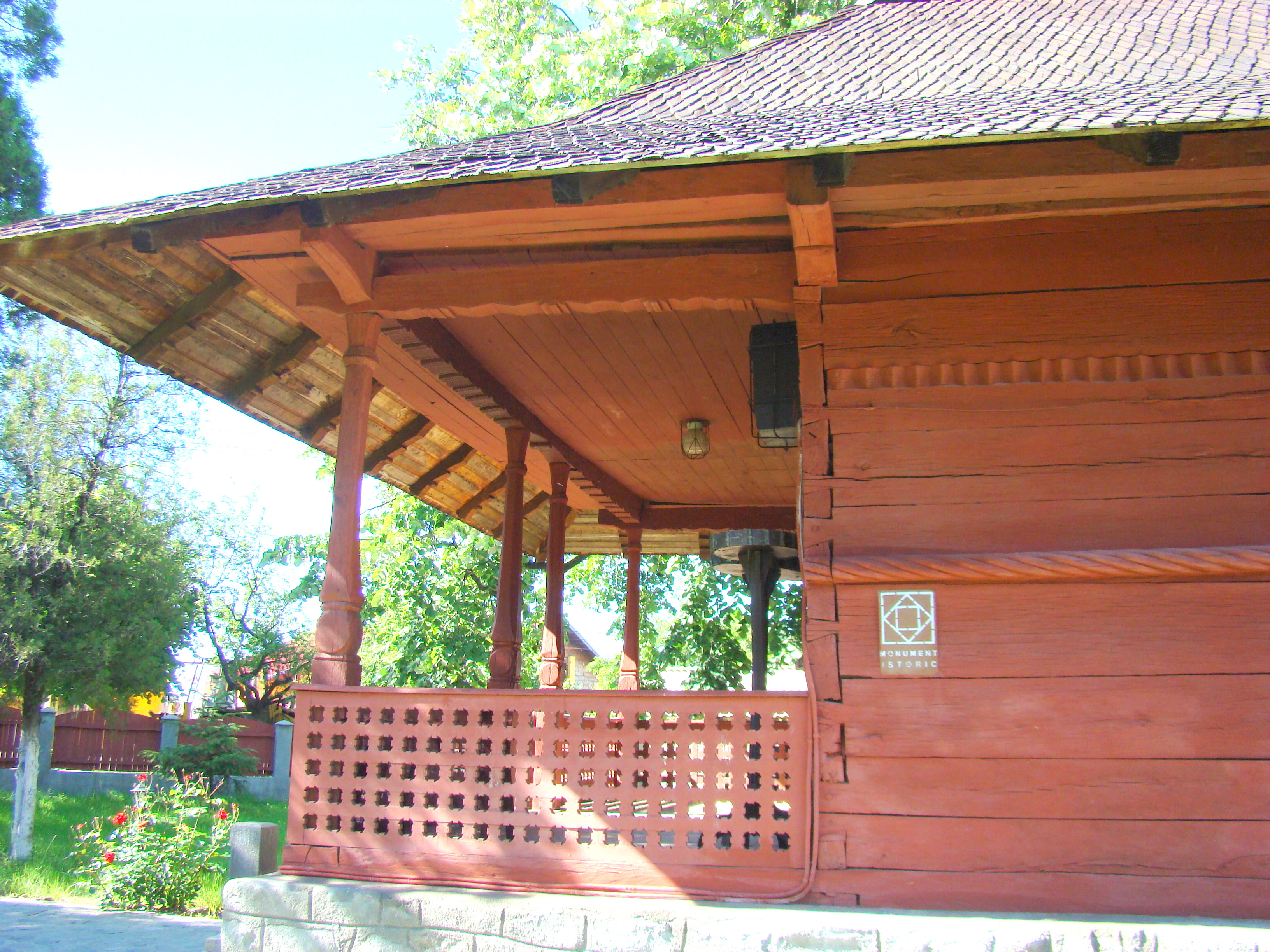
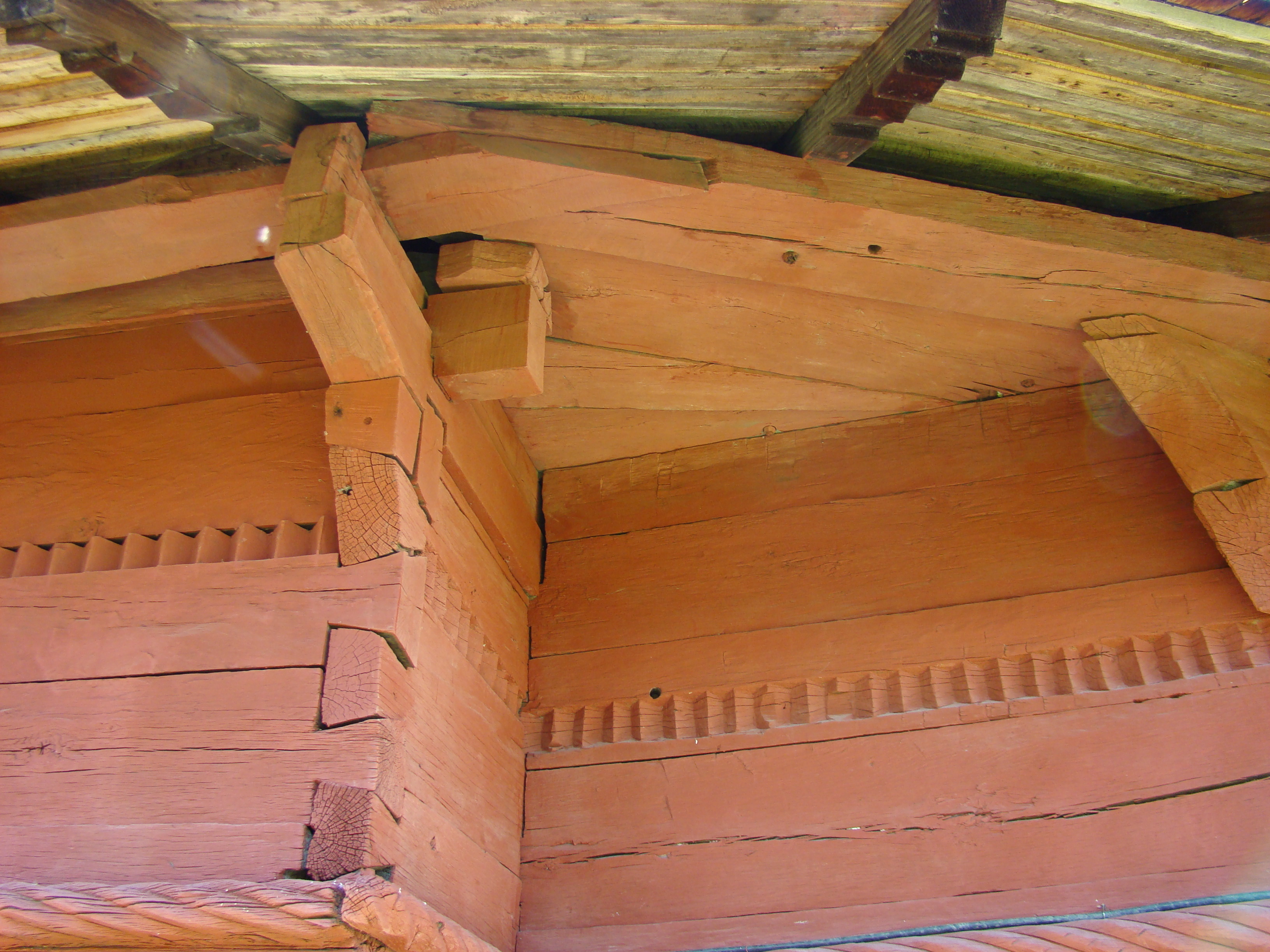
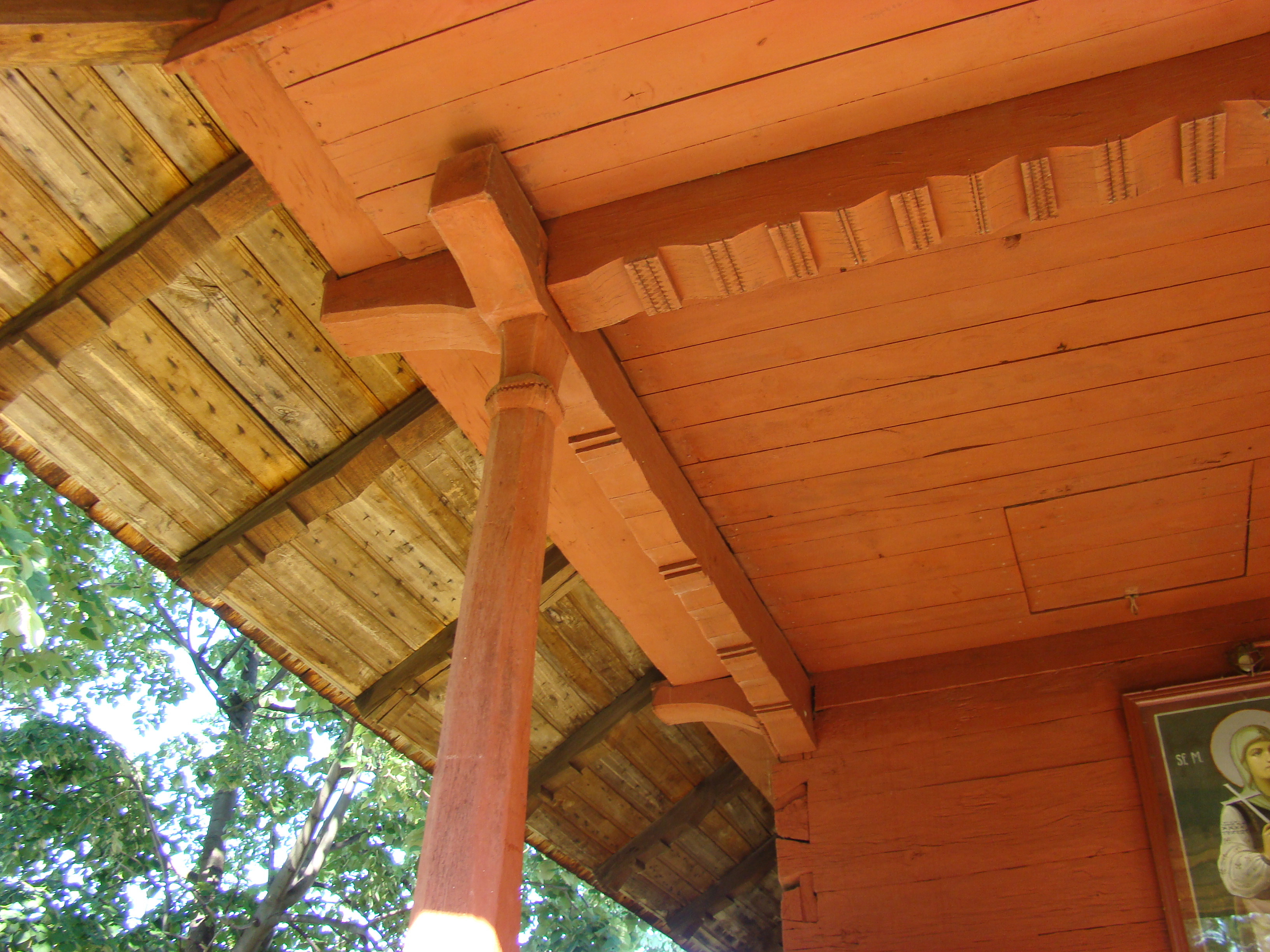
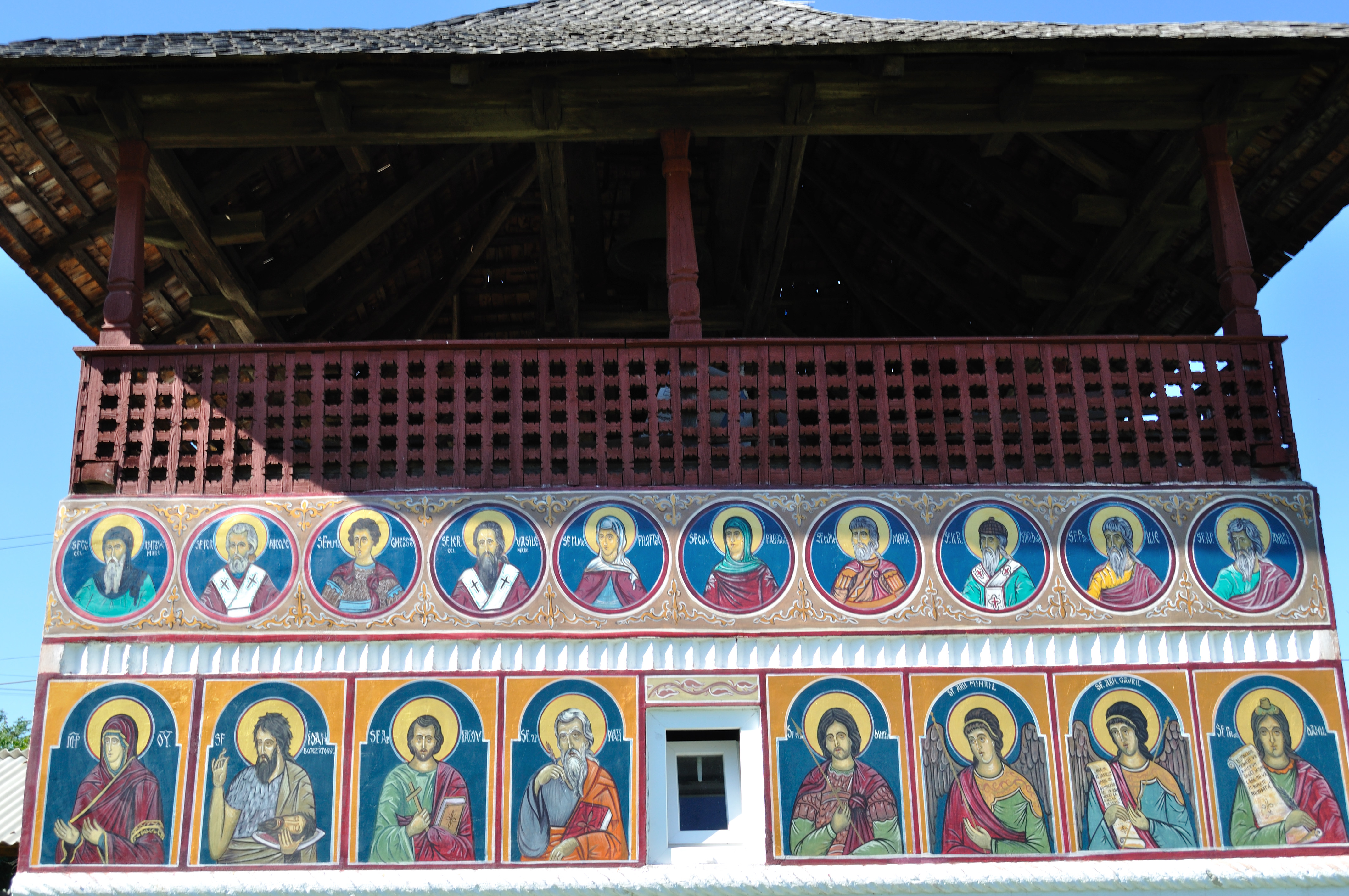

## Imagini din interior

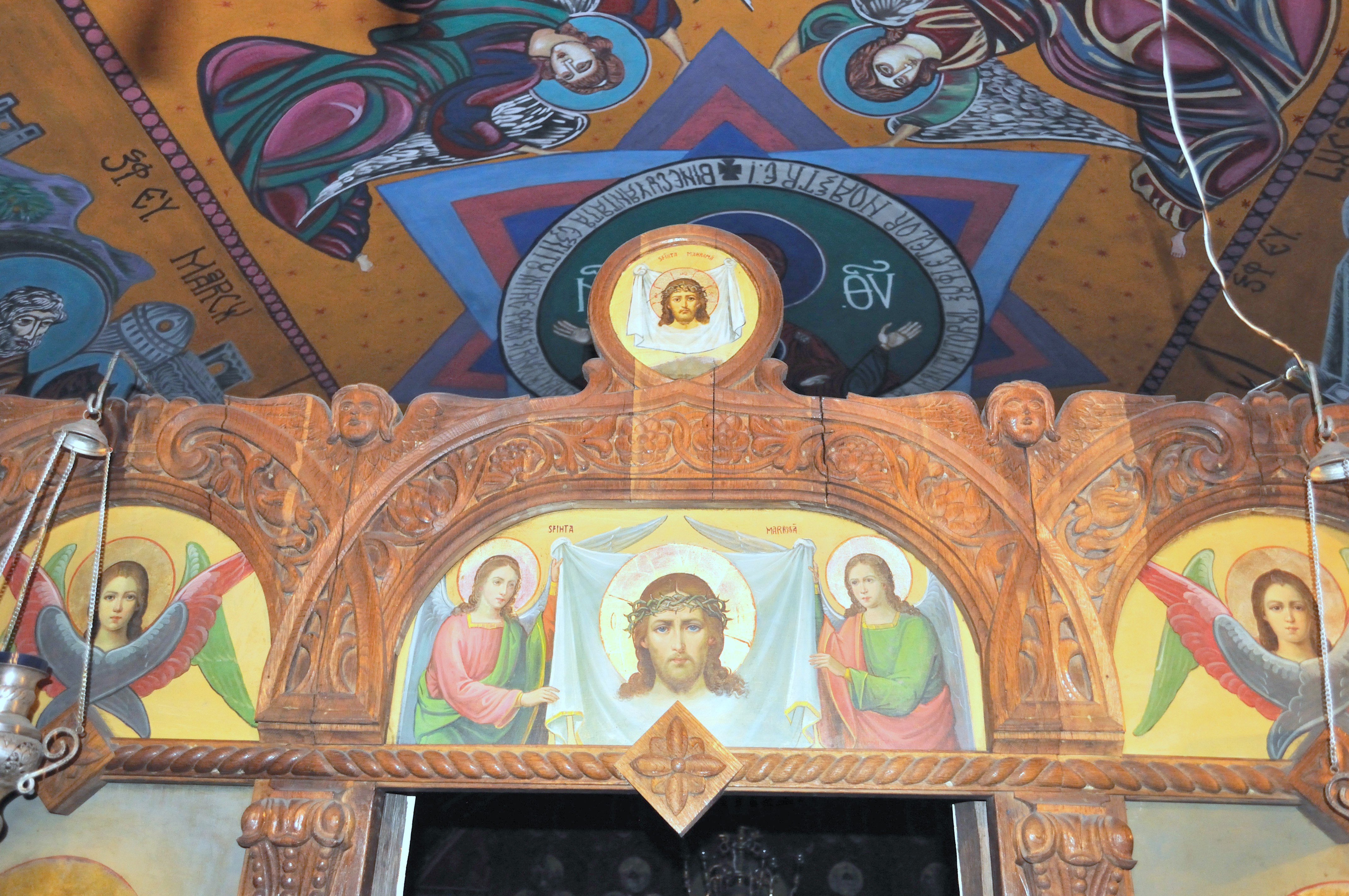
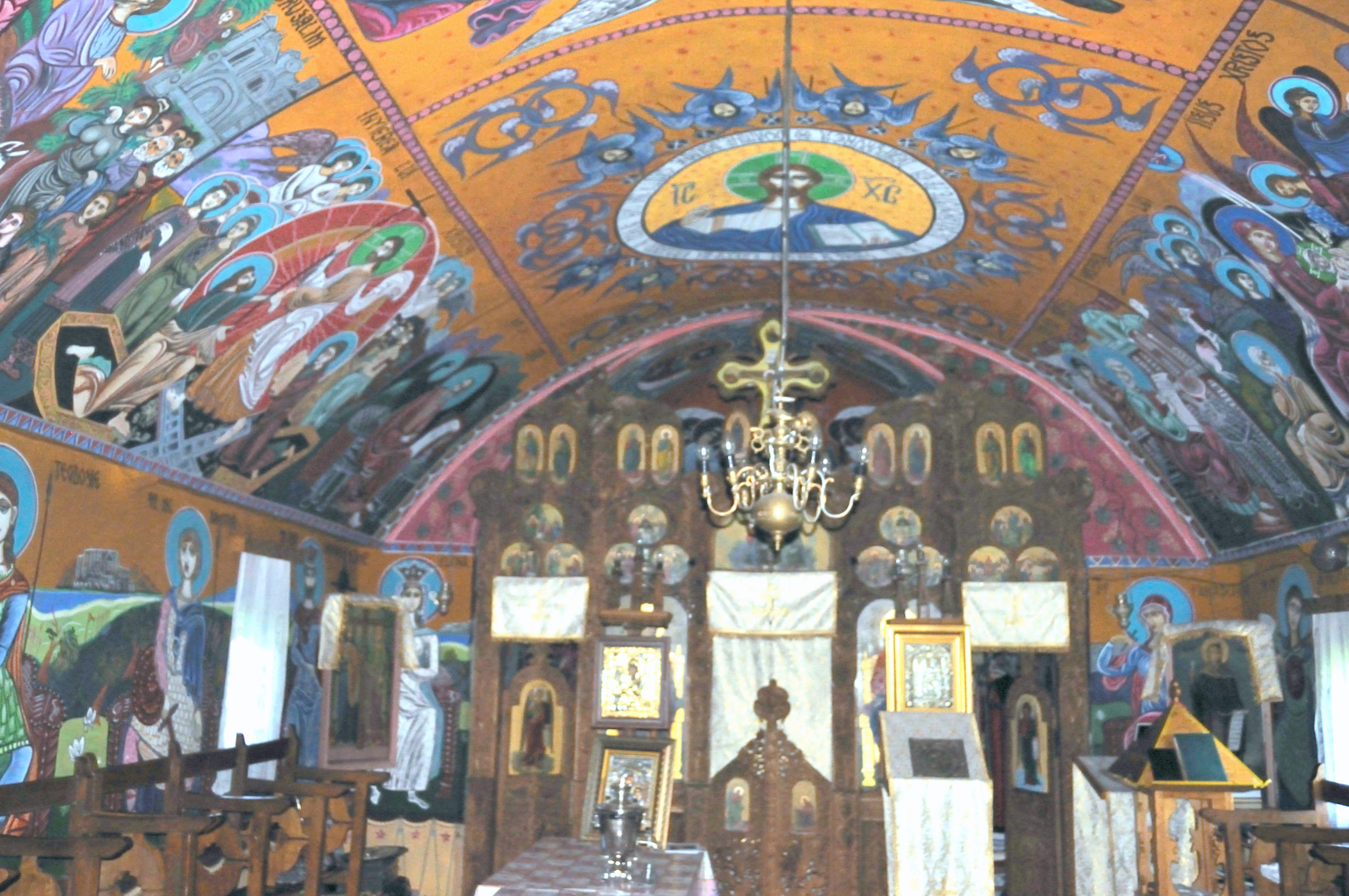
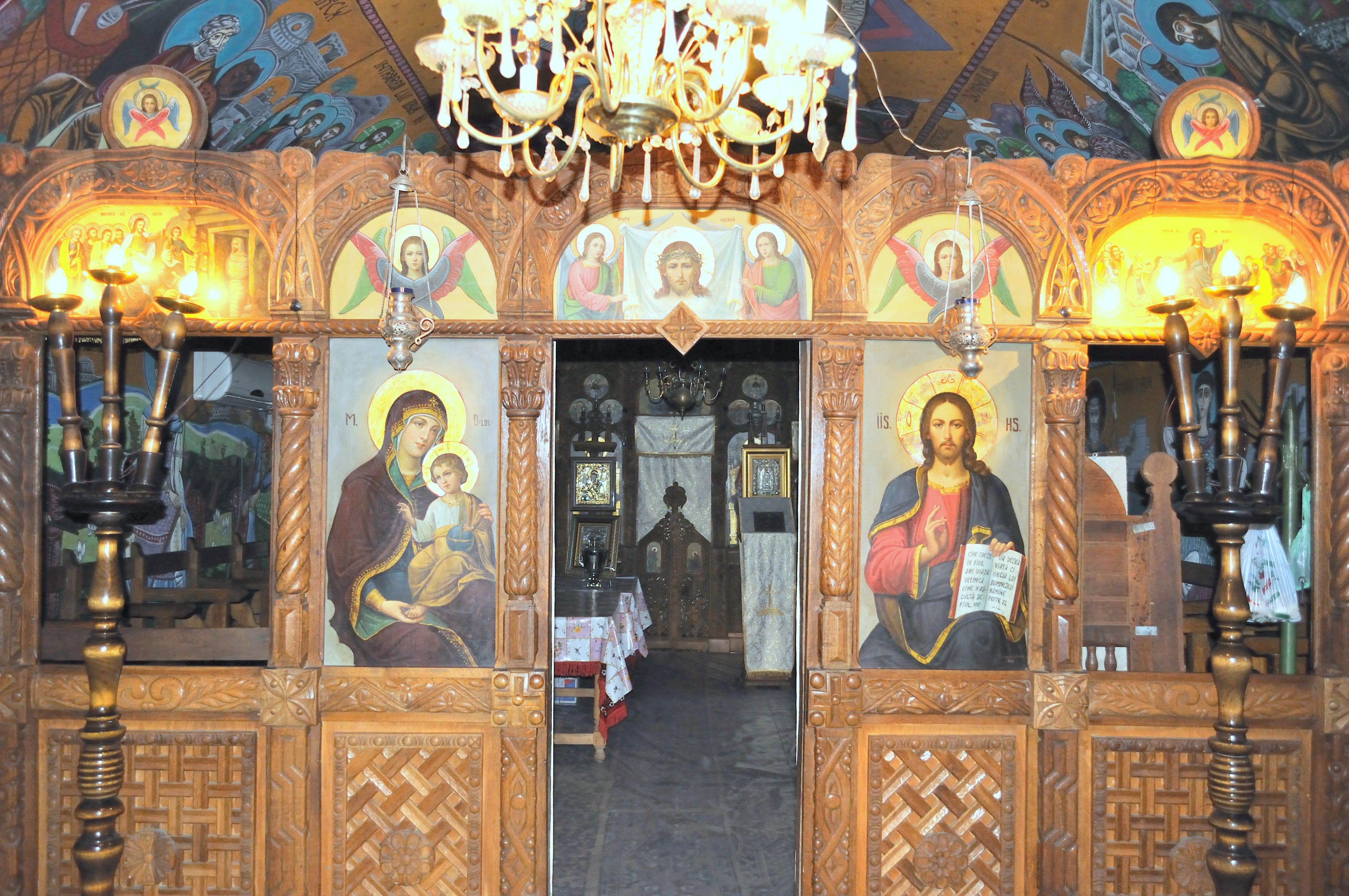
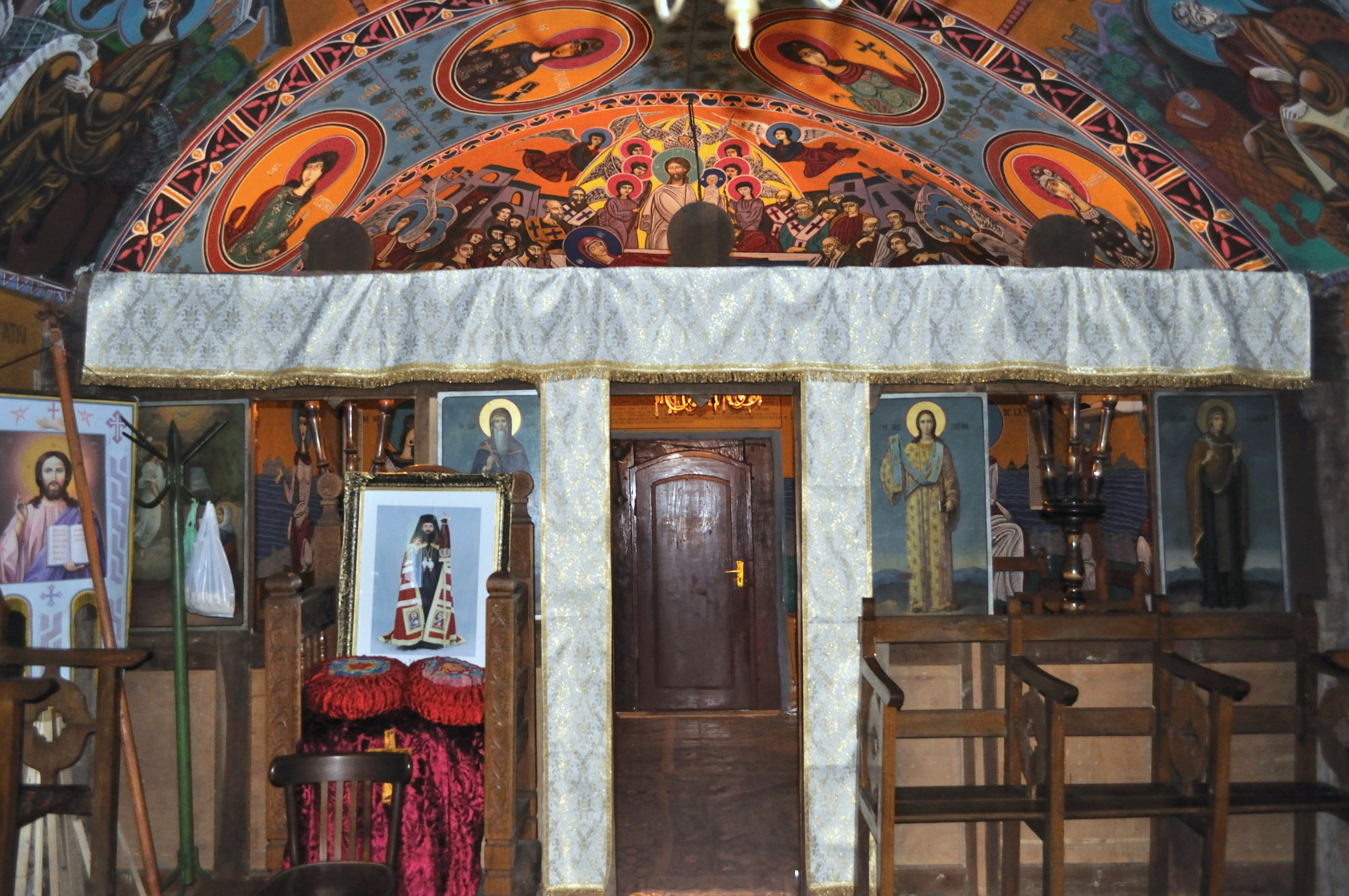
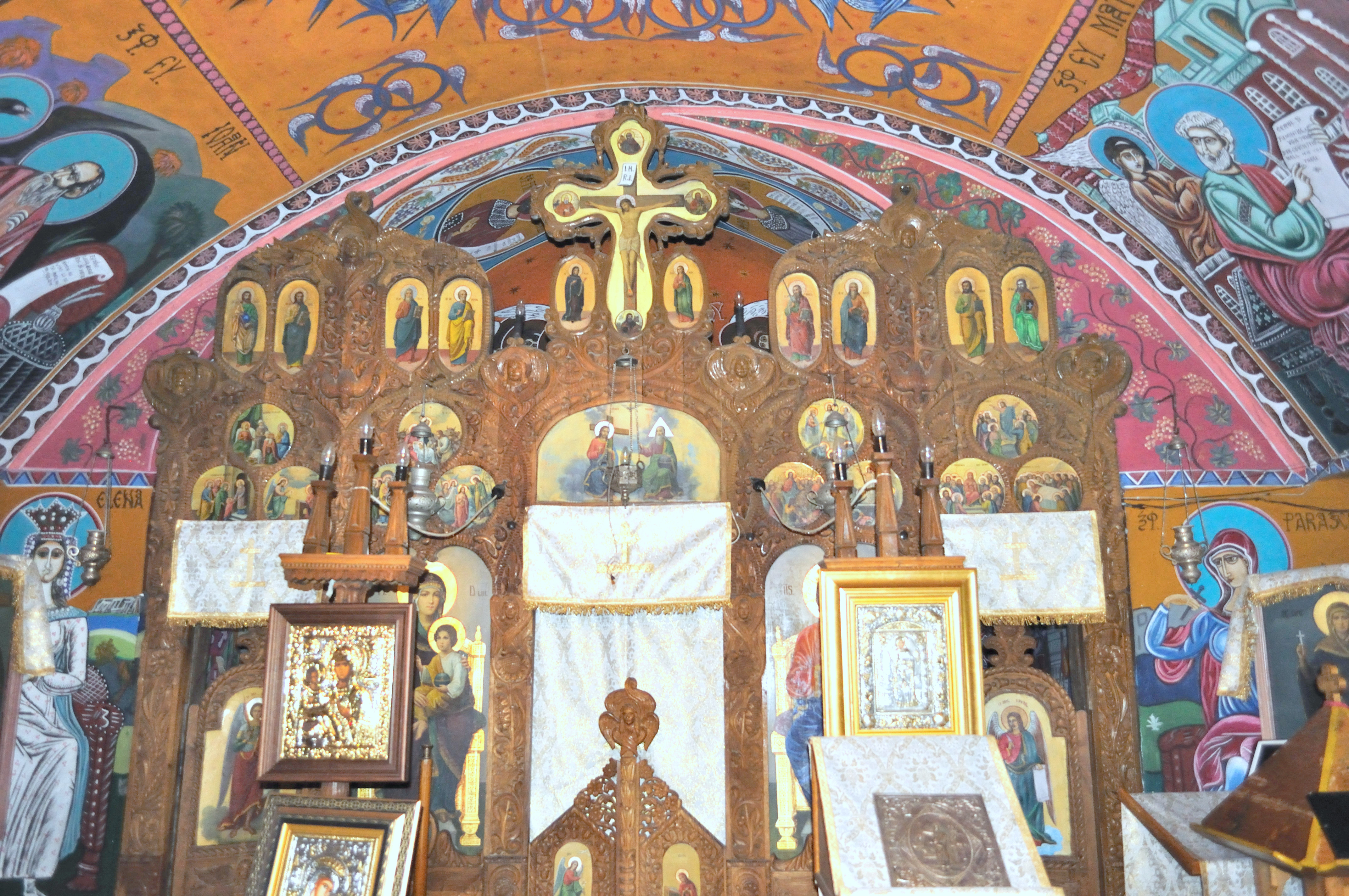
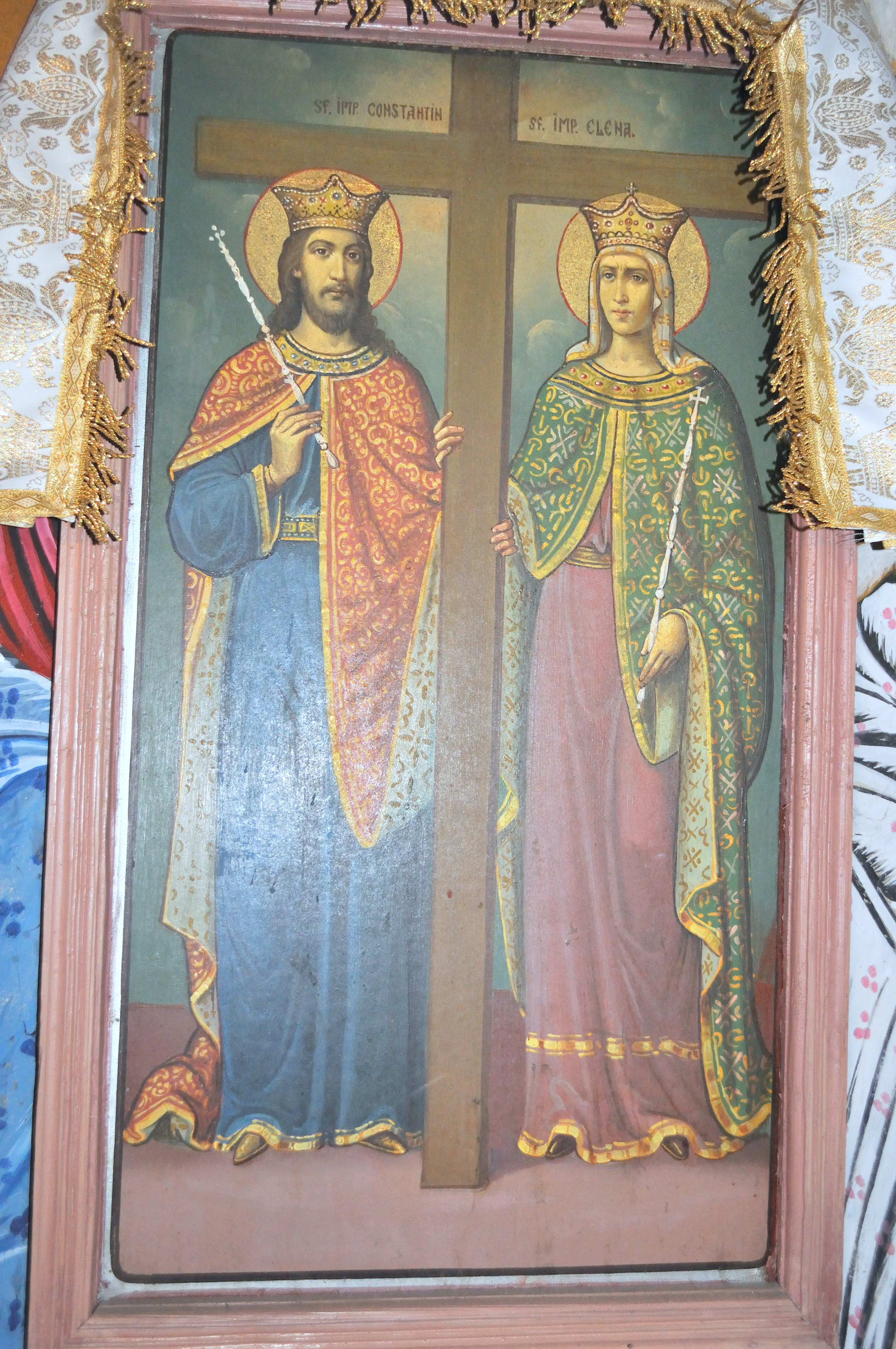
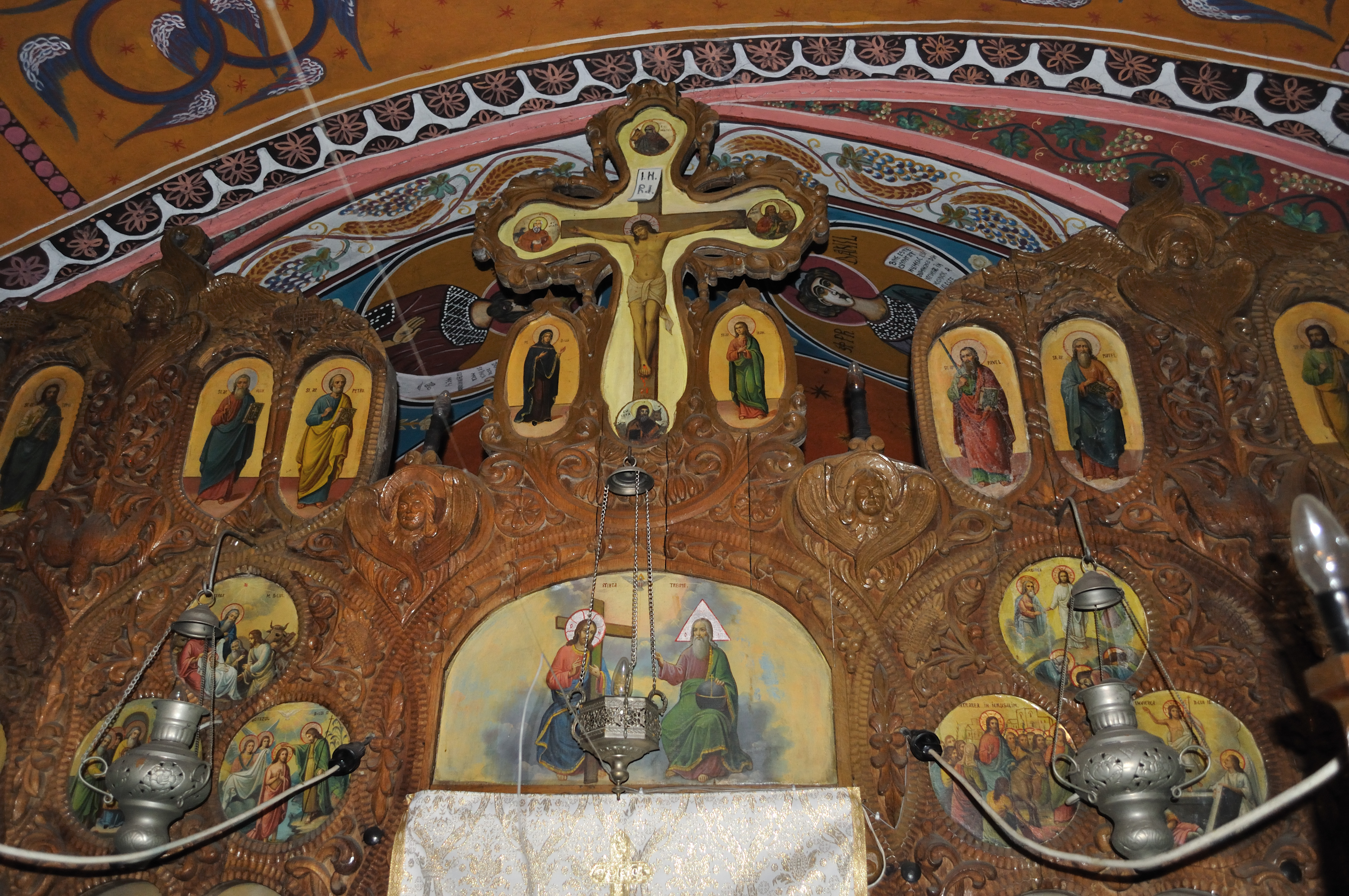
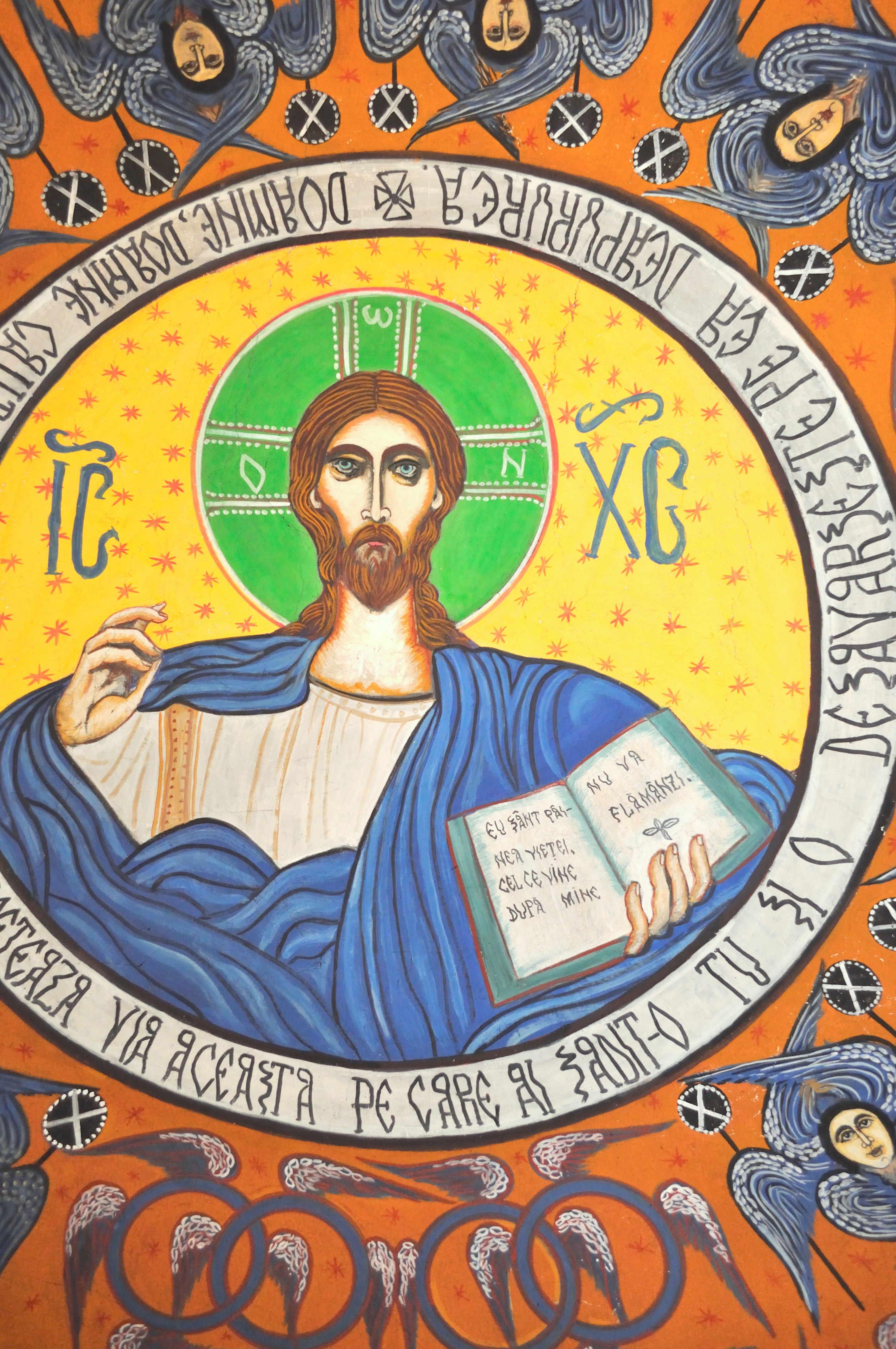
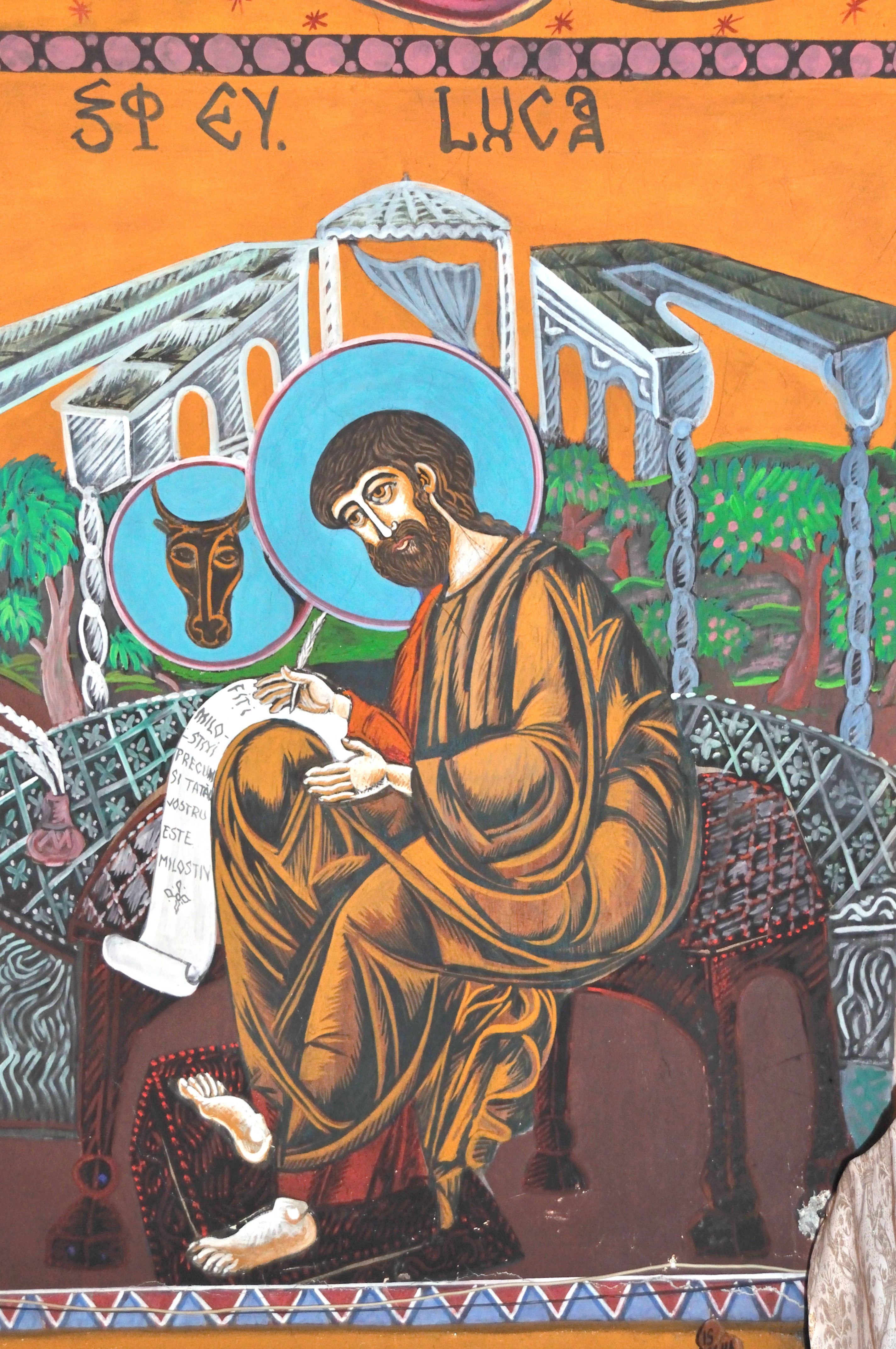
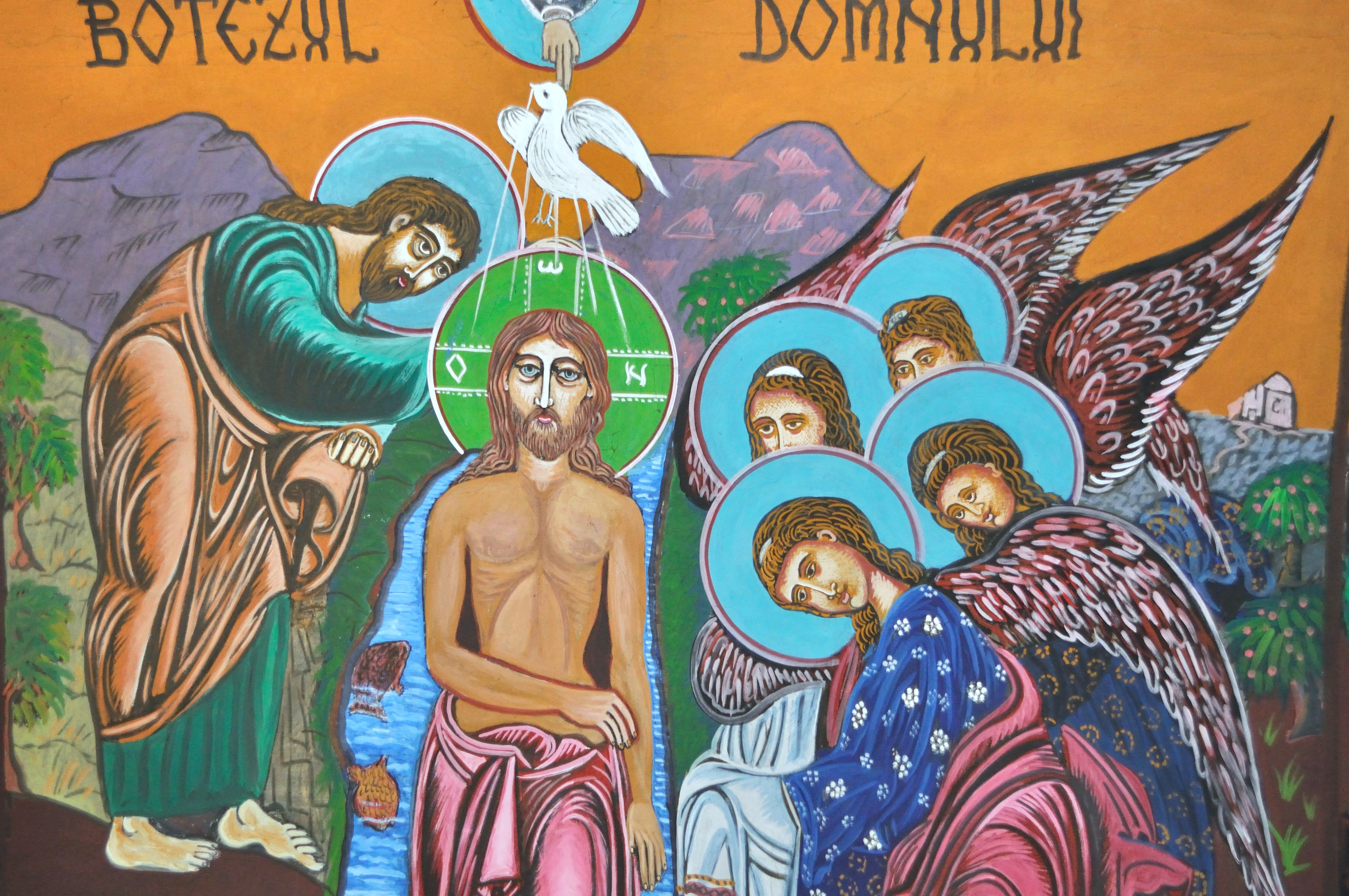
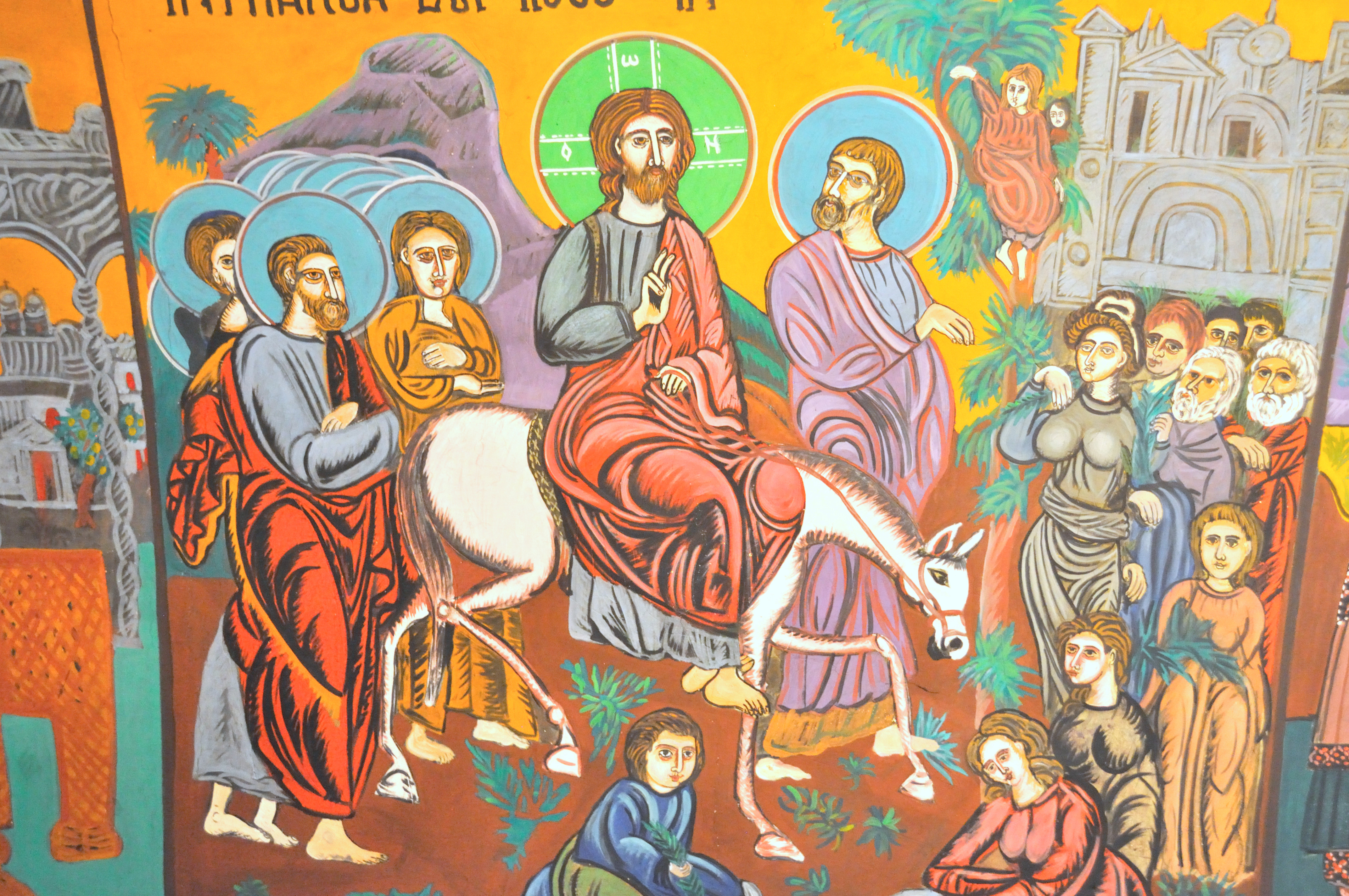
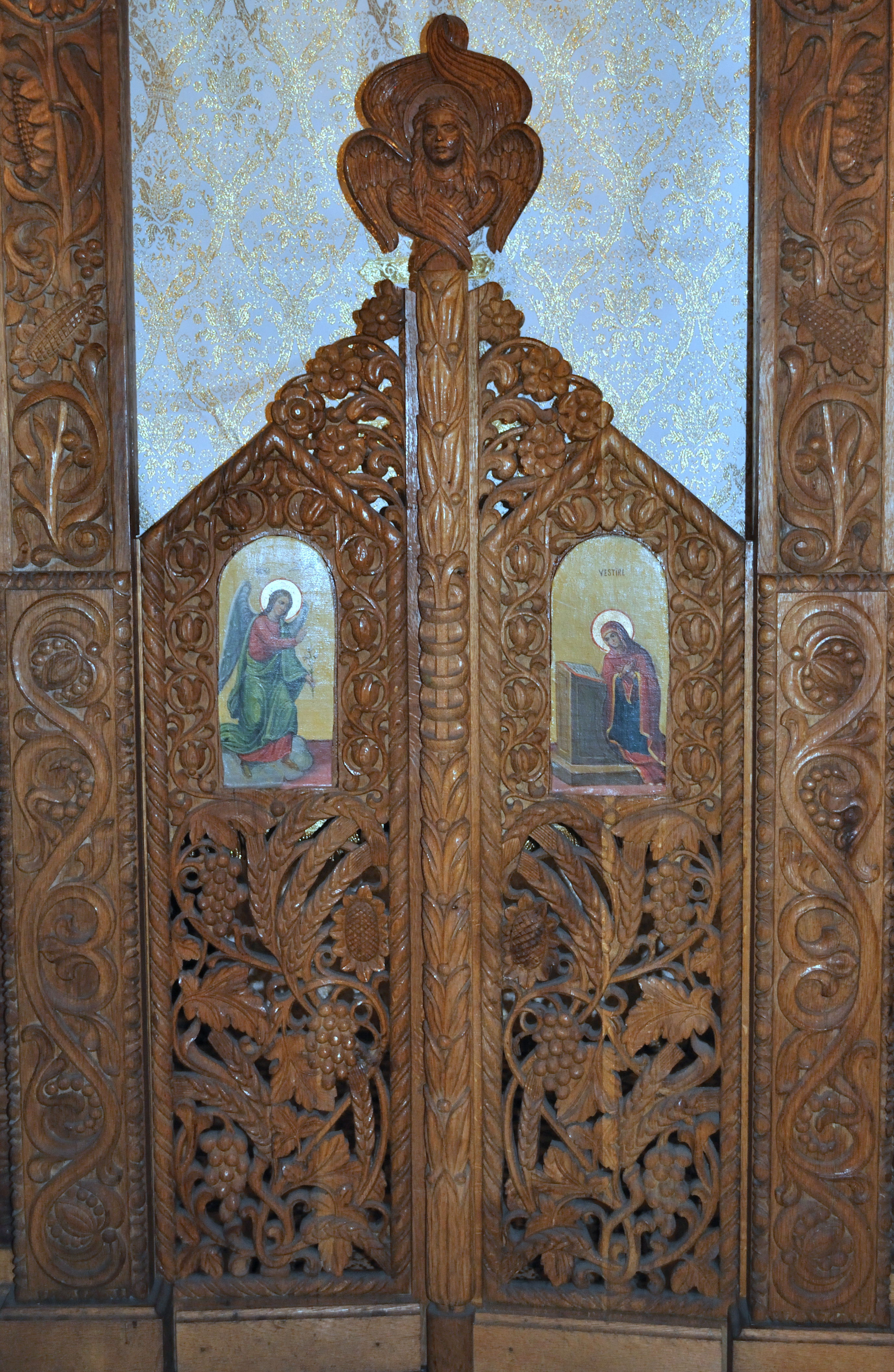
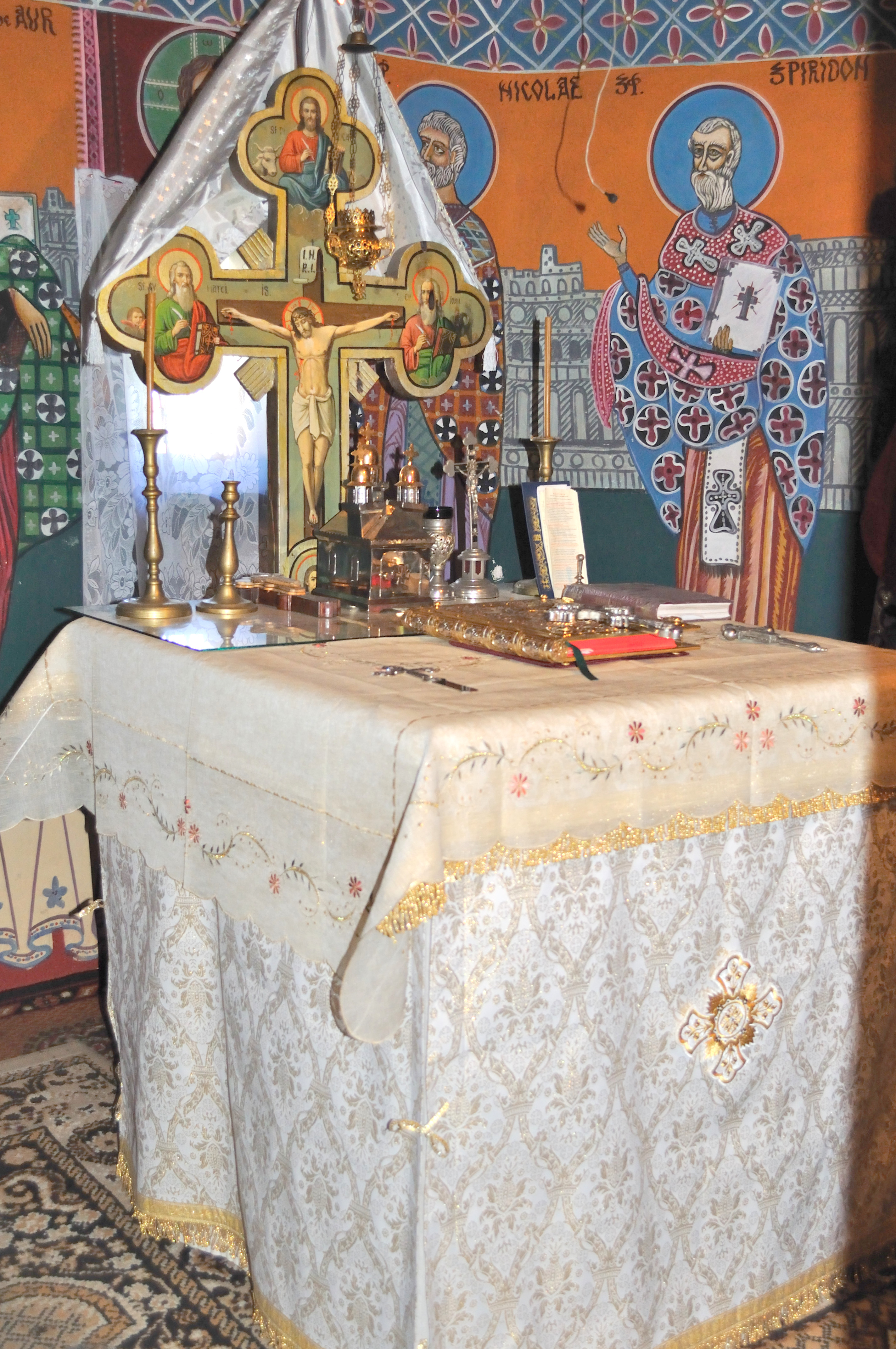
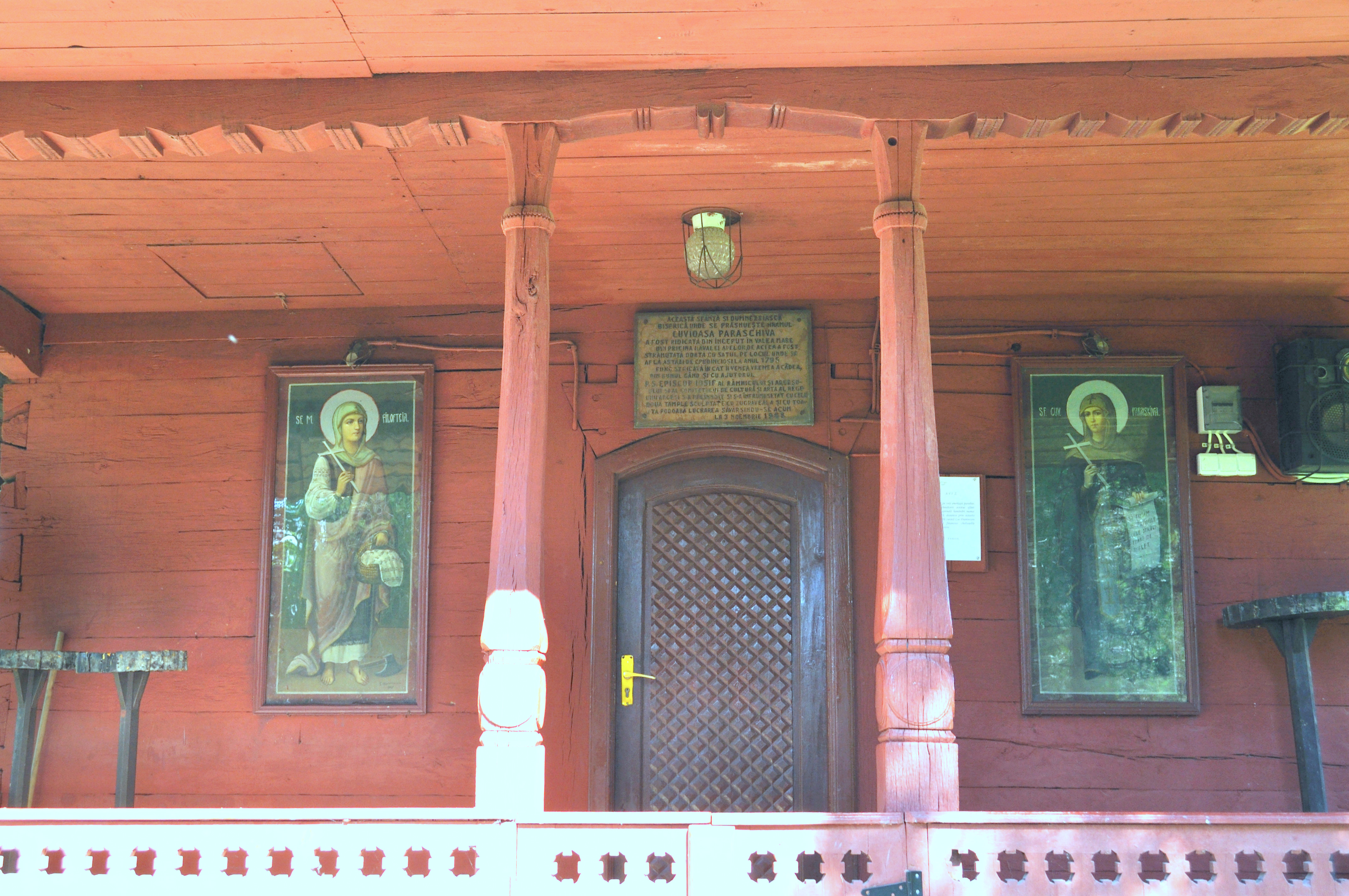